# 襄陽市第五高等中学校

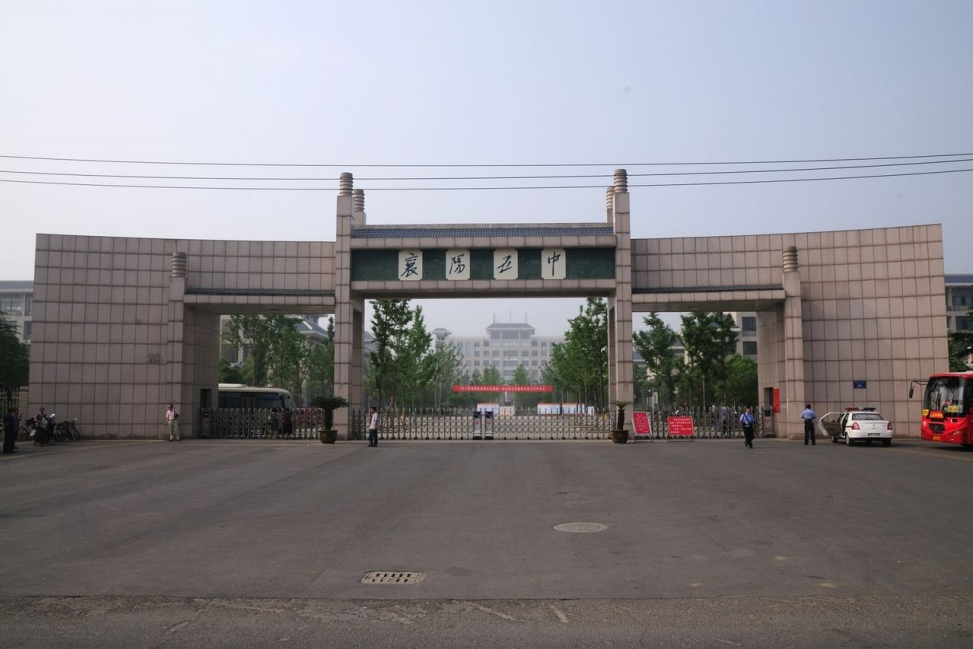
襄陽市第五高級中学校正門

襄陽市第五高級中学校は、湖北省襄陽市にある進学指導重点公立高等学校。

## 概要
旧制学堂の「襄陽府中学堂」として、1902 年（清光緒二十八年）に創立し、そのまま新制の高校に移行した経緯によるもので、市教育局に管理される。

## 沿革
1902 年（清光緒二十八年） - 襄陽府中学堂を設置
1912 年（中華民国元年） - 湖北省第七区鹿中学校に改称
1924 年 - 湖北省省立第十中学校に改称
1942 年 - 湖北省省立第五高級中学校に改称
1947 年 - 湖北省省立襄陽高級中学校に改称
1956 年 - 襄樊市第高級五中学校に改称
2011 年 - 襄陽市第高級五中学校に改称

## 学校規模
2013年、敷地面積 110000 ㎡の校舎が竣工し、移転する。2015年まで、国家級標準の理科実験室を 32室、メディアセンター 108室など最先端な科学設備を設ける。
在職教員は337人、その中で高級教員は9人いる。全校は93クラスがあり、在学総生徒数は6000余人いる。